# Stine Dale
Stine Dale (født 11. november 1998 i Kleppestø) er en triatlet og cykelrytter fra Norge, der er på kontrakt hos Team Coop-Repsol.